# Loyola O'Connor
Pour les articles homonymes, voir O'Connor.
Loyola O'Connor (née le 8 juillet 1868 à Saint Paul, dans le Minnesota et morte le 26 décembre 1931 à Los Angeles, en Californie) est une actrice américaine de la période du cinéma muet.

## Filmographie partielle
- 1913 : The Courage of the Commonplace de Rollin S. Sturgeon
- 1914 : Tainted Money de Burton L. King
- 1914 : The Kiss (en) d'Ulysses Davis (en)
- 1915 : Le Lys et la Rose (The Lily and the Rose) de Paul Powell
- 1916 : Hoodoo Ann (en) de Lloyd Ingraham
- 1916 : A Child of the Paris Streets de Lloyd Ingraham
- 1916 : Pillars of Society de Raoul Walsh et George Nicholls
- 1916 : Intolérance (Intolerance: Love's Struggle Throughout the Ages) de D. W. Griffith
- 1916 : Les Parents fautent, les enfants paient (en) (The Children Pay) de Lloyd Ingraham
- 1919 : Le Pauvre Amour (True Heart Susie) de D. W. Griffith
- 1920 : Le Séducteur (Harriet and the Piper) de Bertram Bracken
- 1921 : The Faith Healer de George Melford
- 1922 : The Infidel de James Young